# Georges Stuber
Georges Stuber (Zug, 11 maart 1925 - 16 april 2006) was een Zwitsers voetballer die speelde als doelman.

## Carrière
Stuber speelde tot 1948 voor FC Luzern en stapte over naar Lausanne Sports. Met Lausanne werd hij kampioen in 1951 en won de beker in 1950. Hij speelde van 1957 tot 1959 nog voor Servette Genève.
Hij speelde veertien interlands voor Zwitserland waarin hij niet kon scoren. Hij nam met de Zwitserse ploeg deel aan het WK voetbal 1950 en het WK voetbal 1954.

## Erelijst
- Lausanne Sports
  - Landskampioen: 1951
  - Zwitserse voetbalbeker: 1950